# Idanha-a-Nova (gemeente)
Idanha-a-Nova is een gemeente (of vila) in het Portugese district Castelo Branco.
De gemeente heeft een totale oppervlakte van 1416 km² en telde 11.659 inwoners in 2001.

## Bestuurlijke indeling van Idanha-a-Nova
Idanha-a-Nova omvat de volgende freguesias:

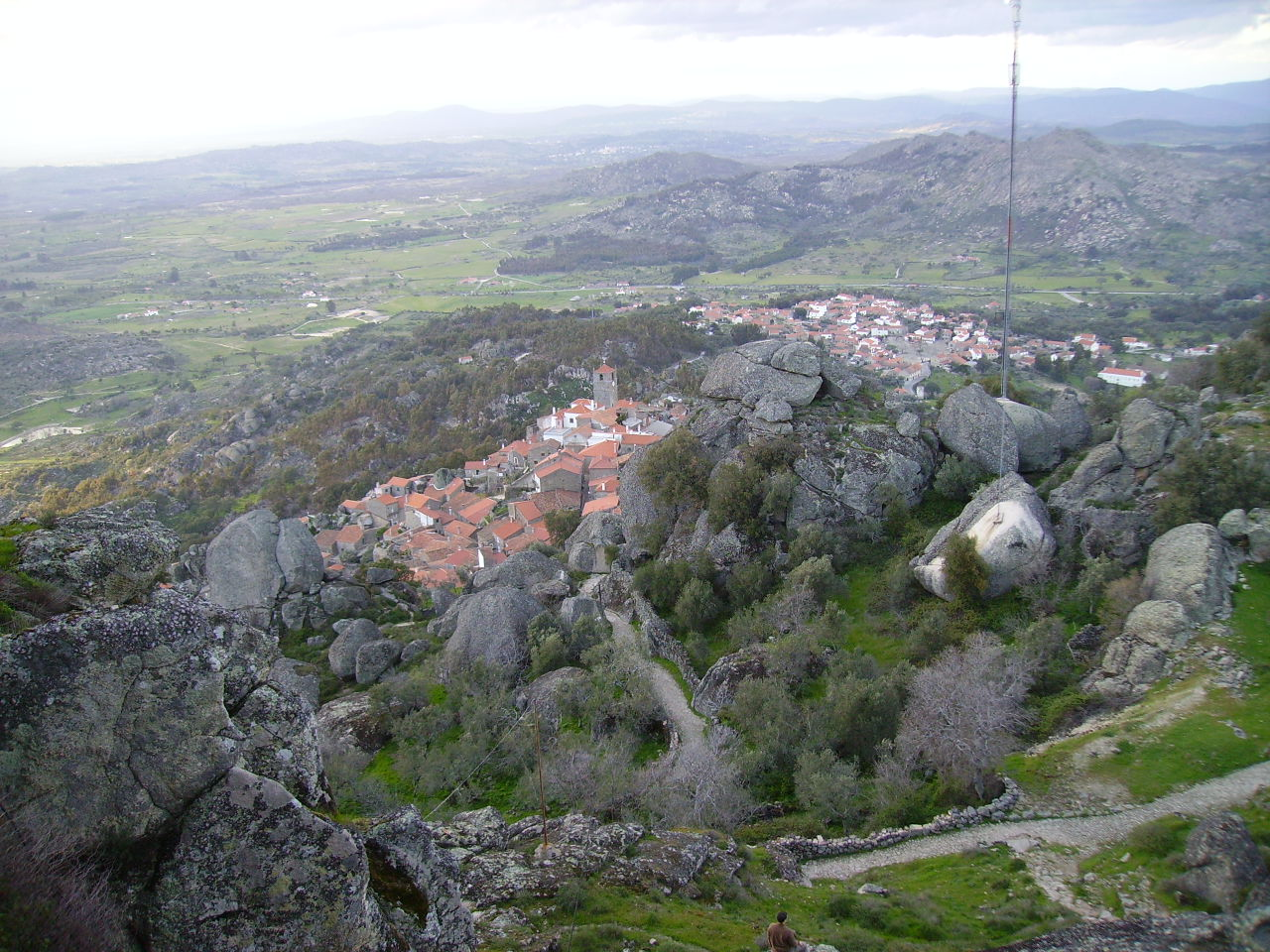
Blik op Monsanto

- Alcafozes
- Aldeia de Santa Margarida
- Idanha-a-Nova
- Idanha-a-Velha
- Ladoeiro
- Medelim
- Monfortinho
- Monsanto
- Oledo
- Penha Garcia
- Proença-a-Velha
- Rosmaninhal
- Salvaterra do Extremo
- São Miguel de Acha
- Segura
- Toulões
- Zebreira